# 日本職業スキー教師協会
公益社団法人日本プロスキー教師協会（にほんプロスキーきょうしきょうかい、英称: Professional Ski Instructors Association of Japan）は、スキーをはじめとするスノースポーツの技術指導を目的とした、スノースポーツ教師のための公益社団法人である。通称は日本プロスキー教師協会、SIA。国際職業スキー教師連盟（ISIA）に加盟している。
全日本スキー連盟同様、スキーの普及を目的としているが、こちらはスキー教師を職業とするプロスキーヤーの組織である。

## 沿革
- 1968年 - 任意団体として、日本職業スキー教師連盟発足。初代会長に西村一良
- 1971年 - 第9回インター・シー（インタースキー、西ドイツ；ガルミッシュ・バルテンキルヘン）へ代表者派遣。国際職業スキー教師連盟（ISIA）に加盟
- 1975年 - イタリアチームの来日を機に万座温泉スキー場で「SIAフェスティバル'75」開催。日本スキー教師連盟に改称
- 1976年 - ISIAのテストインターナショナル制度が開始
- 1977年 - 準備課程から競技課程までの5つの指導体系をまとめた指導書の第1回発刊
- 1979年 - 第11回インタースキー（蔵王）へ参加し指導法を発表
- 1981年 - 文部省所管の社団法人として日本職業スキー教師協会が設立許可を受ける。
- 1983年 - SIA支部制度を制定、翌年より施行。第12回インタースキー（イタリア；セクステン）へ代表団派遣
- 1987年 - 寬仁親王が名誉総裁に就任。第13回インタースキー（カナダ；バンフ）へ代表団派遣
- 1989年 - 寬仁親王が総裁に就任
- 1990年 - 文部省「社会体育指導者の知識・技能審査事業」の事業認定団体の認可を受ける。
- 1991年 - 第14回インタースキー（オーストリア；サンクト・アントン）へ代表団派遣
- 1992年 - ISIA理事会及び環太平洋会議へ代表団派遣、安比高原での第25回SIA総合スキー会議において、第22回ISIA国際会議開催、第7回世界スキー教師選手権大会開催
- 1995年 - 第15回インタースキー（野沢温泉）へ代表団派遣、第25回ISIA総会（野沢温泉）開催
- 1998年 - 創立30周年に合わせて、ISIA理事会を東京で開催。ジュニア国際スキー技術検定制度実施
- 1999年 - ノルウェー開催のインタースキーバイトストーレン大会へ代表団派遣、スノーボード資格検定制度実施
- 2001年 - インラインスケート資格検定制度発足
- 2003年 - 他団体と協力して「スキーの日」を制定、スノーボードバッジテスト、シニア国際スキー技術検定制度実施。第17回インタースキー（スイス；クランモンタナ）へ代表団派遣
- 2005年 - テレマーク教師認定制度実施
- 2007年 - 第18回インタースキー（韓国；平昌）へ代表団派遣
- 2009年 - ISIA加盟団体がスキー教師の国際基準（ミニマムスタンダード）制度を実施
- 2014年 - 彬子女王が総裁に就任

## 技術検定

### 国際スキー技術検定
国際スキー技術検定は、一般参加者向けに開催される国際職業スキー教師連盟（ISIA）が定めた技術検定。その名の通り、国際的な基準で技術が評価される。
ランクは全部で7種類。スーパーゴールド、ゴールド、セミゴールド、シルバー、セミシルバー、ブロンズ、セミブロンズの7段階で構成されており、合格者には合格証とシリアルナンバー入りのメダルが授与される。

### ジュニア国際スキー技術検定
ジュニア国際スキー技術検定は中学生以下を対象とした技術検定。ランクは、ゴールド、シルバー、ブロンズ、レッド、イエロー、グリーンの6種類。種目は、パラレル・ウェールデンなどがある。

### シニア国際スキー技術検定
シニア国際スキー技術検定は、国際職業スキー教師連盟（ISIA）が定めた技術検定。その名の通り、国際的な基準で技術が評価される。60歳以上のスキーヤーを対象とし、ランクは全部で3種類。ゴールド、セミゴールド、シルバーの3段階のメダルがある。

### SIAメダル検定
SIAメダル検定は、レーシングシーンでのタイムチャレンジ。受検者の対戦相手はSIAのペースメーカー。ペースメーカーとは、SIAメダル検定の運営とペースメーカーポイントを取得したスキー教師。
女子、小学生、50歳以上の男子には5%、50歳以上の女子には10%のタイムハンデが設定される。コースの設定基準は、およそ25旗門で全長200m位が目安。

### スノーボードバッジテスト検定
ランクは1級・2級・3級・4級・5級の5段階。

### ラングラウフ距離認定
ラングラウフスキーの走行距離によって、各種メダル認定を受けることが出来る。ランクは全部で7種類。ゴールド、シルバー、ブロンズ、ホワイト、ブルー、レッド、グリーンの7段階のメダルがある。なお、レッスン中の走行距離も加算される。

## 教師資格

### スキー教師
ステージ1～4までの4段階の資格があり、ステージ4は国際職業スキー教師連盟（ISIA）会員となる。またデモンストレーター選考会における成績により「SIAデモンストレーター」の認定を受けられる

### スノーボード教師
ステージ1～4の4段階の資格がある。

### テレマークスキー教師
ステージ1～4の4段階の資格がある。